# 新城暖基
新城 暖基（しんじょう はるき、2004年6月28日 - ）は、宮崎県西都市出身のサッカー選手。AS刈谷所属。ポジションはMF、FW。

## 来歴
テゲバジャーロ宮崎下部組織出身(U-12、U-15、U-18)。U-18・第1期生。
2022年10月3日、テゲバジャーロ宮崎 U-18よりTOPチーム昇格内定が発表された。
2023年6月7日、天皇杯 JFA 全日本サッカー選手権大会2回戦・サガン鳥栖戦にて途中交代で公式戦デビュー。
同年8月10日、関西サッカーリーグに所属するアルテリーヴォ和歌山へ育成型期限付き移籍する事が発表された。
同年12月28日、2024シーズンより復帰することが発表された。
2024年4月12日、FC刈谷へ育成型期限付き移籍する事が発表され、同年12月23日、小学生年代から10年以上過ごした宮崎を離れ、AS刈谷へ完全移籍する事が発表された。

## 所属クラブ
- 妻南サッカースポーツ少年団
- - 2017年 テゲバジャーロ宮崎 U-12
- 2018年 - 2020年 テゲバジャーロ宮崎 U-15
- 2021年 - 2023年 テゲバジャーロ宮崎 U-18(宮崎学園高等学校)
- 2023年 - 2024年  テゲバジャーロ宮崎
  - 2023年8月 - 12月  アルテリーヴォ和歌山(育成型期限付き移籍)
  - 2024年4月 - 12月  FC刈谷(育成型期限付き移籍)
- 2025年 - AS刈谷

## 個人成績
| 国内大会個人成績 | 国内大会個人成績 | 国内大会個人成績 | 国内大会個人成績 | 国内大会個人成績 | 国内大会個人成績 | 国内大会個人成績 | 国内大会個人成績 | 国内大会個人成績 | 国内大会個人成績 | 国内大会個人成績 | 国内大会個人成績 |
| 年度             | クラブ           | 背番号           | リーグ           | リーグ戦         | リーグ戦         | リーグ杯         | リーグ杯         | オープン杯       | オープン杯       | 期間通算         | 期間通算         |
| 年度             | クラブ           | 背番号           | リーグ           | 出場             | 得点             | 出場             | 得点             | 出場             | 得点             | 出場             | 得点             |
| 日本             | 日本             | 日本             | 日本             | リーグ戦         | リーグ戦         | リーグ杯         | リーグ杯         | 天皇杯           | 天皇杯           | 期間通算         | 期間通算         |
| ---------------- | ---------------- | ---------------- | ---------------- | ---------------- | ---------------- | ---------------- | ---------------- | ---------------- | ---------------- | ---------------- | ---------------- |
| 2023             | 宮崎             | 41               | J3               | 0                | 0                | -                | -                | 1                | 0                | 1                | 0                |
| 2023             | 和歌山           | 15               | 関西1部          | 1                | 1                | -                | -                | -                | -                | 1                | 1                |
| 2024             | 宮崎             | 39               | J3               | 0                | 0                | 0                | 0                | -                | -                |                  |                  |
| 2024             | F刈谷            | 32               | 東海1部          | 8                | 1                | -                | -                | -                | -                | 8                | 1                |
| 2025             | AS刈谷           |                  | 東海1部          |                  |                  | -                | -                | -                | -                |                  |                  |
| 通算             | 日本             | 日本             | J3               | 0                | 0                | 0                | 0                | 1                | 0                | 1                | 0                |
| 通算             | 日本             | 日本             | 東海1部          | 8                | 1                | -                | -                | -                | -                | 8                | 1                |
| 通算             | 日本             | 日本             | 関西1部          | 1                | 1                | -                | -                | -                | -                | 1                | 1                |
| 総通算           | 総通算           | 総通算           | 総通算           | 9                | 0                | 0                | 0                | 1                | 0                | 10               | 2                |

- 公式戦初出場 - 第103回天皇杯2回戦 サガン鳥栖戦(駅スタ) 東出壮太に変わり78分から出場

その他の公式戦
2023年
- 第59回全国社会人サッカー選手権大会 2試合0得点

2024年
- 第60回全国社会人サッカー選手権大会 2試合0得点
- 全国地域サッカーチャンピオンズリーグ2024 1試合0得点